# Steve Cooper (cầu thủ bóng đá, sinh năm 1955)
Steve Cooper (sinh ngày 14 tháng 12 năm 1955) là một cựu cầu thủ bóng đá người Anh thi đấu ở vị trí tiền đạo.

## Sự nghiệp
Sinh ra ở Stourbridge, Cooper thi đấu cho Stourbridge, Torquay United và Saltash United.